# 그린선 (도하 메트로)
2호선 녹색 선(Green Line) 혹은 교육 라인(Education Line)은 카타르 도하에 있는 도하 메트로의 철도 노선이다.
2019년 12월 10일, 개통했으며, 알 만수라 역에서 시작하여 알 리파 역의 동서  방향으로 운행된다. 노선의 총 거리는 22km(14mi)이다. 현재는 11개 역이 있으나, 향후 31개 역으로 연장될 예정이다.

## 역 목록
| 역 이름            | 원어 명칭         | 개통일           | 환승  |
| ------------------ | ----------------- | ---------------- | ----- |
| 알 리파            | الرفاع            | 2019년 12월 10일 |       |
| 교육도시           | المدينة التعليمية | 2019년 12월 10일 |       |
| 카타르 국립 도서관 | مكتبة قطر الوطنية | 2019년 12월 10일 |       |
| 알 샤캅            | الشقب             | 2019년 12월 10일 |       |
| 알 라이얀 알 카뎀  | الريان القديم     | 2019년 12월 10일 |       |
| 알 메시라          | المسيلة           | 2019년 12월 10일 |       |
| 하마드 병원        | مستشفى حمد        | 2019년 12월 10일 |       |
| 화이트 팰리스      | القصر الأبيض      | 2019년 12월 10일 |       |
| 알 비다            | البدع             | 2019년 12월 10일 | M1    |
| 음셰이랩           | مشيرب             | 2019년 12월 10일 | M1 M3 |
| 알 만수라          | المنصورة          | 2019년 12월 10일 |       |